# Pietro Giovanni da Venezia
Pietro Giovanni da Venezia, o Pietro di Giovanni da Venezia (Venezia, 1490 circa – successiva al 1561), è stato un pittore e intagliatore italiano.

## Biografia
Il testamento di Lorenzo Lotto del 25 aprile 1531, cita quali destinatari delle sue volontà, tre di quelli che furono i suoi allievi. Tra questi il veneziano Giovanni di Pietro. Della vita di questo artista si conosce poco, se non che fosse molto attivo a Ragusa (Dubrovnik), collaborando con Michele Hamzić tra il 1512, fin dopo la morte dell'artista croato e sicuramente entro il 1560 e collaborando per la realizzazione di molti dei suoi dipinti proprio in questa città.
Giovanni di Pietro aveva seguito il Hamizić a Recanati per un breve periodo, dove probabilmente incontrò il Lotto, diventando suo allievo, questo prima del 1512, tempo in cui l'artista veneziano si trasferì a Ragusa.
Il legame tra i due artisti è confermato da un contratto che fu stipulato con il fratello di Michele, Giacomo, contratto che lo obbligò a terminarne i lavori. I due fratelli croati aveva subito un fallimento a causa dell'insuccesso della loro attività commerciale di stoffe, che impediva loro di saldare i debiti contratti con alcune famiglie illiriche e di fare ritorno in città. Fondamentale furono quindi i rapporti che Pietro manteneva con la cittadina anche in riferimento a passate e future commissioni. Infatti il Michele poté rientrare a Ragusa, con un permesso di tre mesi, solo per realizzare il Polittico di San Giuseppe per il duomo, lavoro che poi sarà Pietro ad ultimare causa la morte prematura del croato.
Nel 1548 era sicuramente presente a Venezia, quando ricevette da Ragusa, la commissione per la realizzazione di una pala d'altare per la chiesa del convento femminile di Sant’Andrea.
A Stagno, Pietro di Giovanni, aveva aperto una bottega in un'abitazione di proprietà del convento di San Michele. Di questa città aveva sposato Katarina, figlia di Matia Radibratovich.

## Opere
- Madonna tra i santi, Eterno in gloria e Cristo portacroce  polittico tempera du tavola della chiesa francescana di Santa Maria di Spilice a Lopud del 1523;
- Madonna con Bambino tra i santi Biagio, Francesco, Agostino e Nicola di Bari trittico per l'altare della chiesa di Nostra Signora di Napuca conservato presso il museo parrocchiale di Lopud anche questo databile intorno al 1523;
- Madonna col Bambino tra i santi Andrea e Giuseppe sacra conversazione per la chiesa di Sant'Andrea a Pile
- Una miniatura per la confraternita di San Lazzaro a Ragusa conservata presso il Drzavniz Archiv di Dubrovnik.
- Decorazione del Palazzo dei Rettori di Ragusa come indicato dai numerosi pagamenti conservati negli archivi di Stato.